# Odiellus troguloides
Odiellus troguloides is een hooiwagen uit de familie echte hooiwagens (Phalangiidae).